# Lesueuria pinnata
Lesueuria pinnata är en kammanetart som beskrevs av Ralph och Kaberry 1950. Lesueuria pinnata ingår i släktet Lesueuria och familjen Bolinopsidae. Inga underarter finns listade i Catalogue of Life.